# Abstoma
Abstoma é um gênero de fungi da família Agaricaceae. A espécie Abstoma purpureum foi descrita na Nova Zelândia pelo micologista Gordon Herriot Cunningham em 1926.